# Histoire populaire des sciences
 (août 2024).
L'Histoire populaire des sciences est un livre d'histoire populaire des sciences écrit et publié
par l'historien Clifford D. Conner (1941-) en 2005 aux États-Unis, traduit et publié en France en 2011.

## Présentation de l'ouvrage
Clifford D. Conner s'oppose à la vision commune de l'histoire des sciences, qui voudrait que le mérite des grandes avancées scientifiques revienne exclusivement à quelques grands hommes, tels que Galilée, Newton ou Einstein, qui auraient subitement révolutionné leur discipline d'expertise grâce à leur seul génie. 
La thèse principale de l'auteur est que, au moins jusqu'à l'époque moderne, le développement des techniques ou technologies est moins le fait d'individus appartenant à une élite savante, que de collectivités composées d'anonymes de milieux populaires, tels que les artisans et les ouvriers. 
Pendant des dizaines voire des centaines de millénaires, l'avancée scientifique s'est produite sous la contrainte de survie (ou de meilleure survie possible) des populations. 
Le corollaire de cette thèse est que l'élite d'experts aurait ensuite usurpé la paternité de ces découvertes, souvent de manière violente, et se les serait appropriées à son avantage, mais au détriment des masses anonymes. Clifford D. Conner s'inscrit donc explicitement dans l'héritage d'Edgar Zilsel,  philosophe des sciences qui défend dès la fin des années 1930 que la science moderne était née lorsque quelques académiciens ont récupéré et se sont attribué les méthodes et les connaissances d'ouvriers et d'artisans, puis les ont détournés pour développer une industrie ayant fini par ruiner ces mêmes ouvriers et artisans.

## Plan et résumé de l'ouvrage
Après un chapitre introductif qui explique la démarche de l'auteur à travers une réflexion historiographique et terminologique, l'ouvrage examine les avancées scientifiques en suivant globalement l'ordre chronologique, de la préhistoire aux complexes scientifico-industriels du XXe siècle.
1. Quelles sciences ? Quelle histoire ? Quel peuple ?
2. La préhistoire : Les chasseurs-cueilleurs étaient-ils stupides ?
3. Quel miracle grec ?
4. Marins hauturiers et sciences nautiques.
5. Du XVe siècle au XVIIe siècle : Par qui  la révolution scientifique fut-elle faite ?
6. Du XVIe siècle au XVIIIe siècle : À qui profita la révolution scientifique ?
7. Le XIXe siècle : L'alliance du capital et de la science.
8. Le XXe siècle et après : Le complexe scientifico-industriel.

### Préhistoire
La longue hominisation (homo habilis, homo sapiens, humanité) passe par la production (la main habile, l'intelligence au quotidien), la conservation, la transmission de savoirs et savoir-faire par des collectivités sans écriture et responsables.
La réflexion s’appuie sur
- les progrès en archéologie et paléontologie (chaîne opératoire),
- les récits (admiratifs, dépréciatifs…) des découvreurs et explorateurs lors des grandes découvertes,
- la meilleure connaissance ethnologique, ethnographique, anthropologique des peuples autochtones et peuples isolés, dont subsistent des résidus des savoirs ancestraux. Par exemple, les Bochimans, les Aborigènes d'Australie,  les Papous, les Austronésiens, et autres peuples premiers.

Le texte ne parle pas de génocide culturel, d’ethnocide, ni d’ethnoscience, mais évoque les auteurs anglophones, dont Charles Darwin, Stephen Jay Gould, ou Marshall Sahlins (Âge de pierre, âge d'abondance (1976).
Les savoirs traditionnels (patrimoine culturel, patrimoine culturel immatériel) reposent sur des pratiques empiriques exigeant des raisonnements hypothético-déductifs, concernant la vie quotidienne des chasseurs-cueilleurs du paléolithique : domestication du feu, chasse, pêche, peausserie, cueillette (récolte, fenaison de fourrage). 
Procédés, outils, objets supposent des connaissances organisées des milieux (faune, flore, paysages, cosmos…), permettant également l'invention de remèdes, médicaments, traitements (médecine non conventionnelle, tradipraticien, herboristerie)
Par exemple, le peuplement de l'Océanie, préhistorique, suppose des techniques de fabrication de bateaux, de navigation : archéoastronomie, compas stellaire, géographie, cartographie, analyse de la houle...
La vie courante est faite de certaines connaissances en poterie, céramique, métallurgie (métallurgie préhistorique), 
mines (techniques minières préhistoriques), fonderie (cuivre, bronze, fer…), tissage, soit la presque totalité des artisanats et arts, d'avant même la révolution néolithique et ses méthodes empiriques de manipulation génétique (ethnobotanique, domestication, sédentarisation), agriculture, maraîchage, élevage, transformation alimentaire (de produits toxiques), puis calcul, numération, comptabilité, lecture / écriture.
Plus tard viennent les grandes pyramides et le temple maya de Chichén Itzá, qui signent « L'accaparement des connaissances de la nature par des élites sociales… et la formation des premières élites scientifiques » (p. 79), possibles dans des États structurés.

### Antiquité et Moyen-Âge
Le développement des sciences (au sens occidental moderne courant) s’est effectué au moins avant la modernité sur divers socles d’expériences, pratiques, méthodes, procédés antérieurs, établis, maintenus, transmis par des cultures orales... pour la plupart disparues.
À l'époque moderne, autour de Karl Otfried Müller (1797-1840) et de l’Université de Göttingen, a été créée la doctrine du miracle grec, par philhellénisme suspect (de pureté raciale, aryenne) contre une partie des origines égyptiennes, mésopotamiennes, sémites du formidable développement commercial d'abord de l'Ionie (puis de la Grande Grèce) : Présocratiques, Corpus hippocratique.
Le mythe grec et athénien a été un peu bousculé par Martin Bernal, avec son Black Athena (1987) : artisans illettrés, activités techniques, verrerie, construction navale, architecture, chirurgie égyptienne (papyrus Edwin Smith)
La critique porte sur la responsabilité de Platon dans l’idolâtrie des mathématiques, l’élitisme, le noble mensonge. L'héritage platonicien a certes été modéré par Aristote, mais aristotélisme, époque hellénistique, scolastique ont été autant de contretemps au développement des sciences.
Seuls sont acceptables les chimistes alexandrins (alchimie gréco-alexandrine).
Des sciences romaines, on peut retenir l’encyclopédisme (Pline l’Ancien, Diodore de Sicile), la géographie (Ptolémée), l’architecture (Vitruve), l’urbanisme dont l’hydraulique (aqueduc), la médecine (Gallien)...
Les ténèbres médiévales n’existent pas dans les sciences arabo-musulmanes, héritières des sciences et techniques grecques et chinoises, avec transmission, commentaires, applications, développements : techniques arabes au Moyen Âge puis sciences et techniques dans l'Empire ottoman, liste de scientifiques et de disciples musulmans, liste de mathématiciens arabo-musulmans, mathématiques arabes, alchimie en Islam, médecine arabe...
De la Chine trop oubliée, réévaluée à partir de Joseph Needham (1900-1995), les artisans et maîtres-artisans sont à l'origine des Quatre grandes inventions de la Chine antique, alchimie taoïste, mathématiques chinoises. 
L'histoire des sciences et techniques en Chine mérite vite l'attention occidentale : poudre à canon, papier, boussole, soie, céramique, porcelaine, architecture, construction navale, ponts suspendus, horlogerie, acier, forage pétrolier, charrue chinoise, semoir, compas magnétique...
Sciences et techniques dans l'Empire byzantin et sciences indiennes sont un peu oubliées.
L'important reste que la fin du Moyen-Âge est marquée par l'ouverture de l'Europe au commerce international. Cela fut rendu possible par une longue histoire de marins, hauturiers ou non : marins phéniciens et carthaginois, marins babyloniens, marins grecs et romains (Pythéas, Euthymènes, Scylax de Caryanda, Androsthène, Isidore de Charax, Colæos, Archias de Pella, Démodamas de Milet, Hippalos (le Périple de la mer Érythrée), commerce entre Rome et l'Inde, marins persans, marins arabes, marins génois, marins vénitiens, (marins chinois, marins austronésiens)...
Lors des grandes découvertes, la connaissance des vents et des courants océaniques (dont le principe des marées) est la réinvention de connaissances anciennes, dont le gyre sud-atlantique, le gyre de l'océan Indien, le gyre subtropical du Pacifique nord. Une partie des connaissances a été transmise : Carta Pisana (v. 1275), atlas catalan (1375) et autres portulans. Puis les pêcheurs européens ont, sans qu'on leur demande, découvert les courants (Gulf Stream) et autres connaissances (arpentage, astronomie) nécessaires à la pêche à la baleine (Portugal, États-Unis (Nantucket) et à la morue : colonisation basque des Amériques, apogée de la pêche à la morue (1630-1713).

### Modernité
Alexandre Koyré (1892-1964), inventeur du terme (vers 1930, plus que la notion) de révolution scientifique, se serait égaré à la fois sur Platon et sur Galilée  : l'expérimentation précède l'explication scientifique ; le développement des mathématiques est stimulé par les marchands, les ingénieurs, les fabricants d'instruments, les architectes, etc.
Robert Hooke (1635-1703), scientifique empiriste baconien est conscient des contributions scientifiques des artisans, tout comme René Descartes (1596-1650), appelant à l'étude systématique des avoirs artisanaux, ou Hugh Plat (en) (1552-1608), ou Cornelis Drebbel (1572-1633), ou encore Roger Bacon (1214-1294).
Astrolabe, chronomètre, chambre noire, perspective, lunette astronomique, télescope, microscope optique... En 1957, se tient une conférence Savants contre artisans, et les savants l'emportent, à tort. Cela seul justifierait de réaliser, après Edgar Zilsel (1891-1944) une Histoire populaire des sciences médicales, une Histoire populaire de la métallurgie, une Histoire populaire de l'astronomie... pour réhabiliter la méthode expérimentale, la démarche expérimentale de la méthode scientifique, que s'appuie sur ces choses qui ont été découvertes par des artisans illettrés (1668, Joseph Glanvill (1636-1680)). Le mécanisme contre le conservatisme universitaire.
La médecine redevient populaire, grâce à l'imprimerie et à la gravure, à partir du traité d'anatomie d'André Vésale De humani corporis fabrica (1543) en raison de ses illustrations dues à des graveurs anonymes. La botanique a été renouvelée grâce aux illustrations de l'herbier illustré Herbarum vivae eicones (1530-1536) de Otto Brunfels, et de l'herbier illustré De historia stirpium commentarii insignes (1542) de Leonhart Fuchs où le latin des textes est oublié au profit des gravures. Les livres de médecine deviennent accessibles en langue vernaculaire (n'importe quelle langue courante, donc hors latin), en manuscrit puis en imprimé, contre les universités et les charlatans  : Walther Hermann Ryff (1500-1548), Paracelse (1493-1541), Ambroise Paré (1510-1590), Jakob Nufer (1460 ? - 1540 ?), ou Antoni van Leeuwenhoek (1632-1723), et tous ceux qui inventèrent d'autres médecines, comme Samuel Hahnemann (1755-1843), Samuel Thomson (1769-1843), Vincenz Priessnitz (1799-1851)...
Pour la métallurgie : Georgius Agricola ou Georg Bauer (1494-1555), Vannoccio Biringuccio (1480-1539), Galilée (1564-1642) pour la balistique...
Pour l'astronomie : William Gilbert (1544-1603), mais aussi Tycho Brahe (1546-1601), ses très nombreux assistants (et sans latin), ses très nombreux instruments.
Pour la géologie : le céramiste Bernard Palissy (1510-1590)
Richard Boyle (1612-1698) a peut-être, avec Hugh Plat (en) (1552-1608), le mieux appliqué les idées de Bacon, d'apprendre auprès des artisans.
À la mort de Tycho Brahe, en 1701, son importante équipe de savants et d'artisans se répand en Europe, et participe à des académies expérimentales, comme celle, plus anciennes, (Académie des secrets), puis l'Académie des Lyncéens (1603), de Giambattista della Porta (1535-1615), et autres adeptes de la philosophie naturelle, comme Girolamo Ruscelli (v. 1500-1566) , ou encore l'Accademia del Cimento.
Dès 1660, est fondée la Royal Society, Société royale de Londres pour la promotion de la science naturelle, indépendante, réservée à des membres de bonne aristocratie, mais avec des serviteurs rémunérés, démonstrateurs et préparateurs. 
C’est l’époque de mise en place des institutions nationales : Académie allemande des sciences Leopoldina (1652), Académie des sciences (France) (1666), Académie royale des sciences de Prusse (1700), Académie des sciences de Saint-Pétersbourg (1724), Académie royale des sciences de Suède (1739).
Après la Révolution anglaise, contre l’espoir de radicaux comme Gerrard Winstanley, Francis Bacon participe à la reprise en main des sciences : tentative de suppression de toute volonté de connaissance de la nature indépendante (p. 347).
La chasse aux sorcières en Europe permet l’apparition d’une nouvelle science, la démonologie (à la Jean Bodin (1530-1596)), finalement récupérée par la Royal Society…
La science devient le fait de professionnels, académiciens, peu soucieux collectivement des compétences éventuelles de maîtres artisans, virtuoses comme le chimiste Johann Rudolf Glauber (1604-1670) ou l’opticien Joseph von Fraunhofer (1787-1826)
La professionnalisation de la science a des effets positifs, dont Newton ou Leibnitz. Mais ces succès participent au désenchantement de la nature, parle recours à la logique et à la raison. Et la vision newtonienne du monde devint dominante dans la pensée scientifique (p. 362).
Les brillants succès des sciences de la nature durant les xvie et xviie siècles furent conditionnés par la désintégration de l'économie féodale, le développement du capital marchand, des relations maritimes internationales et de l'industrie lourde (minière) (Boris Hessen, 1931). Les innovations techniques sont principalement dues aux artisans, mécaniciens, techniciens et ingénieurs aujourd’hui oubliés.
La Révolution française officialise l’affrontement entre artisans et académiciens, autorise la mutation des statuts, laisse espérer aux premiers la valorisation des Les Arts et Métiers (1780). L’Académie des Sciences est supprimée, puis rétablie grâce à Nicolas de Condorcet, inaugurant l’ère des spécialistes, avec instituts de recherche et grandes écoles. Le système français devient le modèle européen. L’orthodoxie académique, avec  Georges Cuvier s’impose comme pouvoir scientifique, avec ses brevets, et reprend en main toutes les sciences, dont la médecine. 
Elle renvoie la bohême scientifique à la marge : non scientifique, préscientifique : Jacques-Henri Bernardin de Saint-Pierre (1737-1814), dont les ‘’Études de la nature’’ (1784) méritent les reproches d’anthropocentrisme et de providentialisme, Franz-Anton Mesmer (1734-1815) et ses promoteurs, Nicolas Bergasse (1750-1832) et Guillaume Kornmann (1741-après 1793).

## XIXesiècle
Aujourd'hui, le savoir est produit industriellement dans des usines scientifiques appelées laboratoires de recherche (p. 395), mais divers mouvements populaires essaient de refréner l'aveuglement de la science "lourde". Avant le XIXe siècle, Au commencent n'était pas le Texte, mais l'Action (p. 398 : la pratique précédait la théorie.
Les deux grands problèmes de la révolution industrielle anglaise sont la transformation du charbon de terre (pour remplacer le charbon de bois dont la production dévaste les forêts nécessaires à la construction navale) en produit combustible stable, et la mise au point de pompes pour évacuer l'eau dès qu'on creuse des puits de mine profonds. Ils ont été résolus par des bricoleurs : Abraham Darby, Thomas Savery, Thomas Newcomen (et John Calley), Joseph Priestley, Charles Vincent Potter, William Smith (géologue)...
Samuel Smiles (1812-1904) a su écrire la biographie de ces hommes inventifs et industrieux. Les Allemands ont parmi les premiers su créer les premières écoles des mines, avec École des mines de Freiberg dès 1765, pour développer techniciens et ingénieurs des sciences de la terre. George Birkbeck (1776-1841) est à l'origine en Angleterre des Instituts de Mécanique (en), des institutions scientifiques populaires.
Le chemin de Darwin a été tracé, contre le lamarckisme (soutenu par Cuvier), par des artisans évolutionnistes, dont Thomas Wakley, Robert Grant, Robert Knox, George Dermott, Patrick Matthew, Marshall Hall, Hewett Watson, bien avant Robert Chambers et Thomas Henry Huxley. 
Puis arrivèrent les détournements : darwinisme social, eugénisme...

## XXesiècle
Le scientisme et l'eugénisme sont à l'origine des campagnes de stérilisation contrainte d'êtres humains, de l'hygiène raciale, des cobayes humains de la Seconde Guerre mondiale, en Allemagne ou au Japon (Shirō Ishii). La théorie synthétique de l'évolution néo-darwiniste a amené la sociobiologie et la psychologie évolutionniste.
Organisation scientifique du travail (OST), Stakhanovisme, Lyssenkisme, Grande Dépression... En 1931, le Second congrès international d'histoire des sciences et des techniques permet de révéler des options nouvelles, avec Nikolaï Boukharine et Boris Hessen du côté russe, et du côté anglophone Joseph Needham, John Desmond Bernal, John Burdon Sanderson Haldane, Lancelot Hogben, Hyman Levy (en), Edgar Zilsel.
La Révolution verte est à partir de 1940 une source d'espoir formidable, puis d'interrogations. L'essor du complexe scientifico-industriel ne laisse guère de place à la contestation, pourtant...
Plus que Barry Commoner, Rachel Carson, avec Printemps silencieux (1962) contribue à lancer le mouvement écologiste dans le monde occidental. En 1970 puis 1983, le Collectif De Boston Pour La Santé Des Femmes publie Our Bodies, Ourselves, qui déconstruit le mythe de la scientificité médicale, suivi par le Journal of the American Medical Association (JAMA), The Lancet. On s'interroge sur la faible protection des consommateurs par les organismes scientifiques publics, comme la Agence américaine des produits alimentaires et médicamenteux (FDA), l'Agence de protection de l'environnement (EPA), l'Association médicale américaine, etc.
Les scientifiques indépendants (comme les Médecins pour la responsabilité sociale (en)) et les mouvements citoyens se manifestent.
Enfin, les scientifiques de garage lancent l'informatique personnelle. Les artisans de la société de l'information sont à l'origine des autoroutes de l'information, de la libération informatique.

## Éditions
- Clifford D. Conner, Histoire populaire des sciences, L'Échappée, 2011, 560 pages  (ISBN 978-2-9158-303-4-7)
- Clifford D. Conner (trad. de l'anglais), Une histoire populaire des sciences, Paris, Points, 2014, 672 p. (ISBN 978-2-7578-3679-8)

## Réception
Les recensions anglophones sont ambiguës, tandis que les recensions francophones sont assez favorables,,, quoi qu'elles critiquent le "binarisme quelque peu réducteur" et le caractère "partial" de cet ouvrage puisqu'il oppose les "élites" dominantes d'un côté et le "peuple" dominé de l'autre afin de réhabiliter ce dernier.